# Gwinea Bissau na Letnich Igrzyskach Olimpijskich 2020
Gwinea Bissau na Letnich Igrzyskach Olimpijskich 2020 – występ kadry sportowców reprezentujących Gwineę Bissau na igrzyskach olimpijskich, które odbyły się w Tokio w Japonii, w dniach 23 lipca - 8 sierpnia 2021 roku.
Reprezentacja Gwinei Bissau liczyła czworo zawodników - trzech mężczyzn i jedną kobietę, którzy wystąpili w 3 dyscyplinach.
Był to siódmy start tego kraju na letnich igrzyskach olimpijskich.

## Reprezentanci

### Judo
| Zawodniczka   | Konkurencja     | 1/16             | 1/8              | Ćwierćfinał      | Półfinał         | Repasaż          | Finał/BM         | Finał/BM |
| Zawodniczka   | Konkurencja     | Przeciwnik Wynik | Przeciwnik Wynik | Przeciwnik Wynik | Przeciwnik Wynik | Przeciwnik Wynik | Przeciwnik Wynik | Miejsce  |
| ------------- | --------------- | ---------------- | ---------------- | ---------------- | ---------------- | ---------------- | ---------------- | -------- |
| Taciana Cesar | do 52 kg kobiet | Park P 000-011   | NQ               | NQ               | NQ               | NQ               | NQ               | NQ       |

### Lekkoatletyka
| Zawodnik    | Konkurencja            | Eliminacje | Eliminacje | Runda 1 | Runda 1 | Półfinał | Półfinał | Finał | Finał   |
| Zawodnik    | Konkurencja            | Czas       | Miejsce    | Czas    | Miejsce | Czas     | Miejsce  | Czas  | Miejsce |
| ----------- | ---------------------- | ---------- | ---------- | ------- | ------- | -------- | -------- | ----- | ------- |
| Seco Camara | Bieg na 100 m mężczyzn | 11,33      | 24.        | NQ      | NQ      | NQ       | NQ       | NQ    | NQ      |

### Zapasy
Styl wolny
| Zawodnik             | Konkurencja                 | 1/8              | Ćwierćfinał      | Półfinał         | Repasaż            | Finał/BM         | Finał/BM |
| Zawodnik             | Konkurencja                 | Przeciwnik Wynik | Przeciwnik Wynik | Przeciwnik Wynik | Przeciwnik Wynik   | Przeciwnik Wynik | Miejsce  |
| -------------------- | --------------------------- | ---------------- | ---------------- | ---------------- | ------------------ | ---------------- | -------- |
| Diamantino Iuna Fafé | kategoria do 57 kg mężczyzn | Sanaa P 0-3      | NQ               | NQ               | NQ                 | NQ               | NQ       |
| Augusto Midana       | kategoria do 74 kg mężczyzn | Sidakow P 1-4    | NQ               | NQ               | Abduraxmonov P 0-4 | NQ               | NQ       |